# Eptesicus diminutus
Eptesicus diminutus és una espècie de ratpenat de la família dels vespertiliònids. Viu a l'Argentina, el Brasil, el Paraguai, l'Uruguai i Veneçuela. Els seus hàbitats naturals són les zones obertes. Es tracta d'un animal insectívor. No hi ha cap amenaça significativa per a la supervivència d'aquesta espècie.